# Baie de Liaodong
Pour l’article homonyme, voir Liaodong.
La baie de Liaodong, en mandarin simplifié 辽东湾, en mandarin traditionnel 遼東灣, en pinyin Liáodōng Wān, est une baie située  en mer Jaune, au nord du golfe de Bohai.
La baie baigne les côtes de la province du Liaoning au nord-ouest, au nord-est et au sud-est dont la péninsule du Liaodong.

## Géographie
L'Organisation hydrographique internationale, dans une version non officialisée, définit les limites du golfe du Liaodong de la façon suivante :
- une ligne joignant l'embouchure de la rivière Liugu (40° 16′ N, 120° 30′ E) vers le sud-est jusqu'à l'extrémité ouest de l'île de Changxing (en) (39° 33′ N, 121° 14′ E), sur la côte ouest de la péninsule du Liaodong.